# Улица Богдана Хмельницкого (Луцк)
Улица Богдана Хмельницкого (укр.  Вулиця Богдана Хмельницького) — одна из основных центральных улиц Луцка, с односторонним движением. Начинается на центральной Театральной площади и спускается к площади Братский Мост, в историко-культурном заповеднике.

## Древняя история
Нынешняя улица Богдана Хмельницкого состоит из нескольких бывших улиц, которые развивались в разное время и по-своему. Именно поэтому в различных участках улица имеет разную плотность и давность застройки.
Основную часть улицы составляет направление, которое начало формироваться ещё в княжеские времена в Заглушецком пригороде. Здесь была плотная жилая застройка, представлена остатками полуземляночных сооружений . Первое известное название улицы — Староволодимирская. Она была одним из основных направлений на север рядом с Пречистенской улицей. Староволодимирская улица вела от торговой площади возле Глушецкого моста к воротам укрепленного участка луцких северных окраин — Помостичив . По ней происходила связь Луцка с Владимиром, откуда и название улицы. У дороги, которая шла за укреплениями далее на Владимир, располагалось еврейское кладбище. В XVI в. эта дорога, которая была продолжением Староволодимирской улицы вне Помостичамы, разделилась на два направления — собственно владимирское (улица Ивана Франко) и западное (частично улица Шевченко), которое вело к Чернчицкой переправе по реке Стыр в село Чернчици. В этом же веке уже существовала церковь Воскресения Христова, которая располагалась за городскими укреплениями рядом с воротами на Староволодимирской улице. В 1607 г. церковь развалилась и один из её колоколов перешёл к Пречистенскому монастырю .

## XIX века
Хотя застройка территории за северными укреплениями города началась еще в XVI в., но официально город расширился на север лишь в начале XIX в. В 1803 г. Началась ликвидация укреплений. Улицу Нижнюю, которая от бывших Малых ворот до Дубновской (теперь Леси Украинки) шла вдоль укреплений перпендикулярно Староволодимирской, присоединили к этой улице. А в середине века к ней присоединили уже другую улицу — Госпитальную, которая от Парадной площади (теперь площадь Театральная) спускалась к еврейскому кладбищу. Нижний конец улицы упирался в Дубновскую тем участком, который сегодня является отрезком улицы Сенатор Левчановской .
Располагаясь достаточно близко к центральной улице тогдашнего Луцка Шосовои, Староволодимирькая переняла те же тенденции развития. В XIX в. здесь возводились многие коммерческие, офисных, жилые дома кирпичного и других стилей. Фасады домов привлекал разнообразной пластикой кирпичного стиля, разные декорные элементы сооружений никогда не повторялись, что придавало каждому дому оригинальность. Кованые козырьки, перила балконов, откосы окон, т.п. создавали впечатление единого ансамбля улицы. Наряду с этими домами располагались и несколько одноэтажных зданий ранних веков.

## XX века
В 1913 г. улицу переименовали в Романовскую, а в 1920 г. — Генрика Сенкевича. Улица Сенкевича была довольно людной. Здесь располагалось почтовое отделение, одно из помещений 
Луцкой украинской гимназии (где преподавали Модест Левицкий, Ярослав Галан), Волынский музей, управления староства, офис PZU, магазинчики и т. д. На этой улице в то время проживала семья Липинских. В 1924 г. здесь был построен Луцкий городской театр имени Юлиуша Словацкого. Сначала его центральный вход был с другой улицы, а на Сенкевича выходил боковой фасад. После войны помещение переделали. В театре ставили пьесы Мольера, Шоу, Словацкого, Шекспира, Запольской и других авторов. В 1941 г. улицу переименовали на Леси Украинки, а в 1958 г. — Богдана Хмельницкого. Здесь в одном из старых домов временно размещался Дворец пионеров. Потом его перенесли в другое место, специально построенное для этого. Также на улице построили кинотеатр.
В конце 1990-х годов произошла реконструкция улицы. Положили новую мостовую, фасады домов обновлены. В 2000 г. здесь открыли памятник покровителю Луцка — Святому Николаю. Сегодня это тихая и довольно симпатичная улица, переполненная транспортом только в рабочие часы будней. На улице расположены Дворец культуры, городская администрация, Волынский еврейский общинный центр им. Исаака Долинского, школа № 1, Кукольный театр, банки, офисы и другие учреждения.

## Дома
Большая часть застройки улицы — это старые отреставрированные дома излома XIX-XX вв. Здесь представлены различные архитектурные стили: модерн, кирпичный стиль, эклектика, конструктивизм, сталинский ампир и другие.
| Номер | Описание | Вид |
| ----- | --- | --- |
| 1     | «Просвита» — дворец культуры города. Начинал строиться как кинотеатр в конце 1930-х. Был достроен в 1956 г. как дом культуры. Архитектор — В. Бабий. |     |
| 5     | Построенный в 1930-х годах в стиле модерн. Сейчас здесь банк. |     |
| 6     | Дом еврейской гмины. Памятник архитектуры. Построенный в 1921 г. В советское время — дворец пионеров. Теперь здесь Волынский еврейский общинный центр им. Исаака Долинского. |     |
| 10    | Дом Липинских. Здесь проживала семья брата Липинского. На доме есть мемориальная доска Липинского. Сейчас в помещении разместился банк. |     |
| 12    | Одно из помещений Луцкой украинской гимназии, построенное в кирпичном стиле. На доме есть три мемориальные доски — Ярославу Галану, Модесту Левицкому, Юзефу Фитцке. |     |
| 18    | Волынский академический областной театр кукол. Строился в середине 1920-х как польский театр им. Юлиуша Словацкого. Реконструированный в советские времена. Справа — бывший кинотеатр «Чары». Дом имел оригинальный вид и был ценным памятником архитектуры. На рубеже веков был реконструирован: изысканный фриз с аттиком кирпичного стиля сняли, достроили второй этаж. |     |
| 19    | Луцкий городской совет. Построенный в 1920-х годах как почта и телеграф. |     |
| 28    | Руины одного из нескольких домов XVIII—XIX вв., Которые ещё остались на улице. В советский период ещё были жилые. Сейчас готовятся к сносу. |     |

## Галерея
- Вид улицы
- Школа № 1 слева
- Кованые элементы
- Фонарь
- Дома
- Люк